# Blahotický rybník II
Blahotický rybník II je jeden ze soustavy dvou rybníků na Červeném potoce východně od Slaného. Je větší než Blahotický rybník I. Má podlouhlý charakter orientovaný ze západu na východ. V tomto směru jím protéká i Červený potok. Měří asi 813 metrů, šířka činí 205 metrů. Po jeho hrázi vede cesta. Na jeho jižním a severním okraji se nachází pole a v části jižní části i sad. Nese jméno po Blahotickém zámku, který se nachází poblíž.

## Galerie

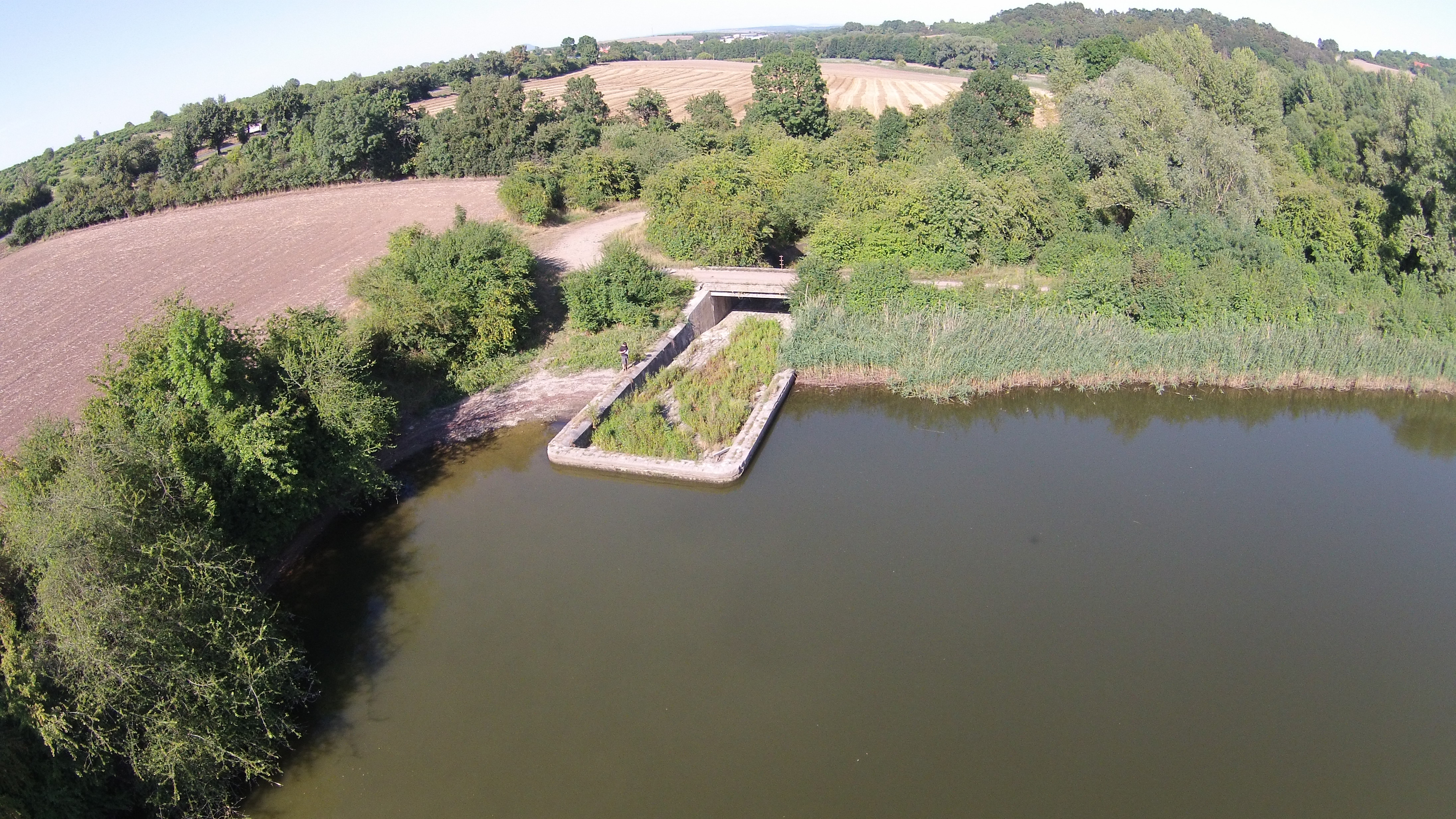
Letecký pohled na přepad
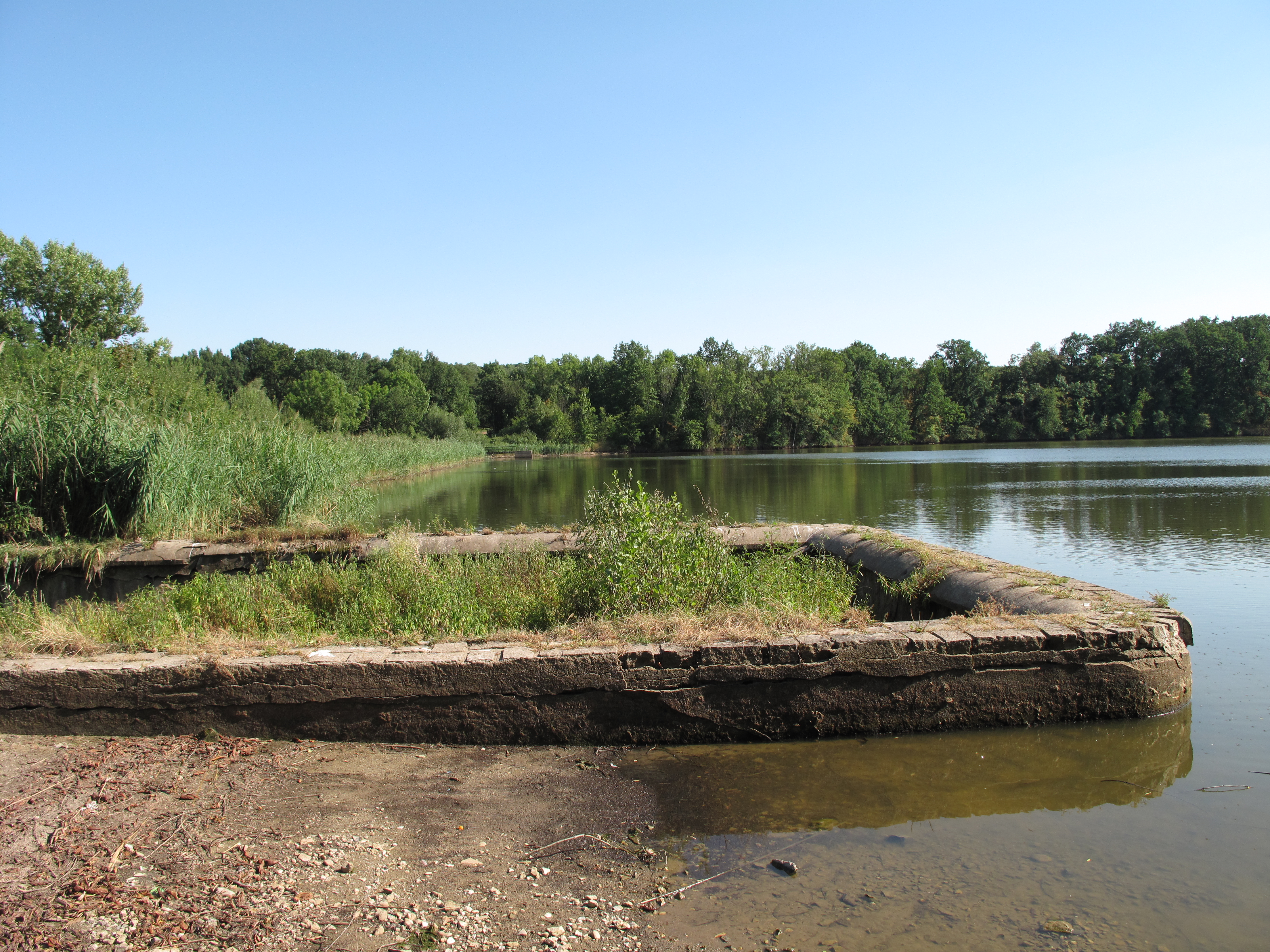
Přepad
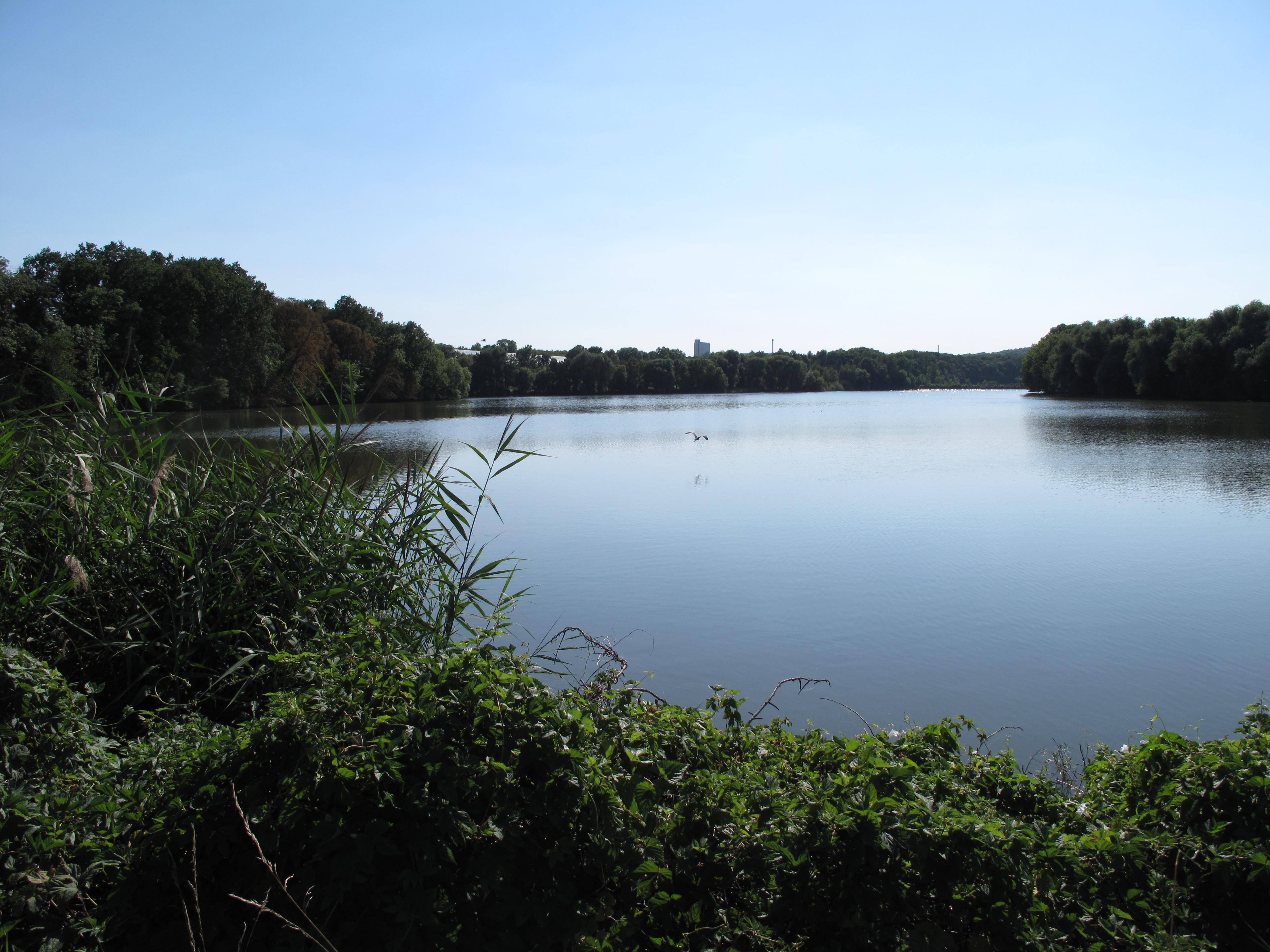
Pohled z hráze